# Mucoromycota
Division
Sous-division
Les Mucoromycota sont une division de champignons, dont les membres étaient classiquement rattachés aux Zygomycota. Ils ne contiennent qu'une seule sous-division, les Mucoromycotina.
Le genre Mucor est très proche du genre Rhizopus mais, contrairement à ce dernier, le port des espèces du genre Mucor est plus dressé, elles ne produisent ni stolons, ni rhizoïdes et les cultures sont moins envahissantes (leur vitesse de croissance est plus faible).

## Écologie
Ce sont souvent des saprophytes, ils constituent une partie non négligeable des moisissures communes. Ils sont incapables de dégrader la cellulose mais ils assimilent bien les sucres, aussi, on les retrouve comme agent d'altération des aliments. Certaines espèces sont parasites de végétaux ou de champignons. Des espèces d'endogonales (en) forment des ectomycorhizes. Les mucoromycotina peuvent également être des agents de mucormycoses.
Sur les semences (toutes les espèces sont concernées), Mucor se localise sous forme de spores ou de mycélium à la surface des téguments.

## Systématique
Traditionnellement placés parmi les Zygomycètes (Zygomycota, un taxon polyphylétique devenu obsolète), les Mucoromycètes forment désormais, à la suite d'une étude de 2007 avalisée par Myconet, une division à part entière. Cette division (Mucoromycota) ne comporte qu'une sous-division (Mucoromycotina), divisée en trois classes :
- Mucorales ;
- Endogonales (en) ;
- Mortierellales.

## Maladie et dégâts
Les espèces du genre Mucor ne sont pas parasites de plantes au stade plantule. Elles se développent sur des semences mal conservées, âgées ou stockées en atmosphère confinée. Par conséquent, les Mucors sont rarement présents sur les semences de bonne qualité, excepté sur les semences de plantes de la famille des Cucurbitacées.

## Liste des ordres et sous-ordres
Selon NCBI (1 juillet 2013) :
- ordre des Endogonales (en)
  - non-classé Endogonales incertae sedis
- ordre des Mucorales
  - sous-ordre des Mucorineae
  - non-classé Mucorales incertae sedis